# Mercedes Juste
María de las Mercedes Juste es una actriz española que trabajó principalmente a finales de los años 60 y comienzos de los 70. Colaboró con algunos directores españoles al comienzo de sus carreras, como Juan Tebar, Jaime Chávarri, Iván Zulueta o Pedro Almodóvar.

## Filmografía
- ¿Qué hay en el desván? (Juan Tebar, 1967, corto)
- Muerte S.A. (Juan Tamariz, 1967, corto)
- Camino del oeste (César Santos Fontela, 1967, corto)
- Ida y vuelta (Iván Zulueta, 1968, corto)
- Handicap (Manolo Marinero, 1968, corto)
- El hueso (Antonio Giménez-Rico, 1968)
- Ginebra en los infiernos (Jaime Chávarri, 1969, corto)
- Néstor no corre (Manolo Marinero, 1969, corto)
- Can (Mario Gómez Martín, 1969, corto)
- Aspavientos (Emilio Martínez Lázaro, 1969, corto)
- Un, dos, tres, al escondite inglés (Iván Zulueta, 1969)
- Me enveneno de azules (Francisco Regueiro, 1971)
- ¿Qué hace una chica como tú en un sitio como éste? (Fernando Colomo, 1978)
- El juglar y la reina (1978, televisión)
- Laberinto de pasiones (Pedro Almodóvar, 1982)

- Datos: Q9031684